# Sevier Lake
Der Sevier Lake ist ein periodischer und abflussloser See im Millard County im Bundesstaat Utah.
Wie der Große Salzsee und der Utah Lake ist er ein Überrest des pleistozänen Lake Bonneville. Der See füllt den südlichen Teil der Sevier Desert und empfängt sporadisch Zufluss vom Sevier River und dem Beaver River sowie weiteren Flüssen der hydrologische Escalante-Sevier-Subregion. Über einen weiten Zeitraum der aufgezeichneten Geschichte lag das Bett des Sees trocken und ist eine Quelle von Staubstürmen im Norden des Bundesstaates.
Die Expedition von Silvestre Vélez de Escalante und Francisco Atanasio Domínguez benannte den von ihnen entdeckten See nach dem Kartographen der Expedition Bernardo Miera y Pacheco als Laguna de Miera. Der in der Region um 1825 tätige Pelzhändler William Henry Ashley stand für den von Jedediah Smith vorgeschlagenen Namen Ashley Lake Pate; auf einigen Karten des 19. Jahrhunderts ist er auch nach Joseph Nicollet benannt.
Heute trägt der See den Namen seines Hauptzuflusses, den spanischen Forscher im 18. Jahrhundert als Rio Severo (Wilder Fluss) bezeichneten.
Im Jahr 1872 wurde eine Wasserbedeckung von 188 Quadratmeilen (487 km²) gemessen, die maximale Wassertiefe betrug 15 ft. (4,60 Meter). Der Salzgehalt betrug 86 ‰, das entspricht rund 250 % des durchschnittlichen Salzgehalts des Meers. Wahrscheinlich schon 1878 war er vollständig ausgetrocknet. Trotz der intensiven Nutzung des Sevier River zur Bewässerung rund um Delta und des Beaver River rund um Milford erreichte der See 1987 wieder den Umfang des Jahres 1872.